# Hadsten Kommune
| Strukturdaten       | Strukturdaten    |
| ------------------- | ---------------- |
| Sitz der Verwaltung | Hadsten          |
| Fläche              | 139,05 km²       |
| Einwohner           | 11.969 (2006)    |
| Kommune seit 2007   | Favrskov Kommune |

Hadsten Kommune war bis Dezember 2006 eine dänische Kommune im damaligen Århus Amt im Osten Jütland. Seit Januar 2007 ist sie zusammen mit den ehemaligen Kommunen Hammel, Hinnerup und Hvorslev, sowie einem Teil der Gemeinde Langå Teil der neugebildeten Favrskov Kommune.
Hadsten Kommune entstand im Rahmen der dänischen Verwaltungsreform des Jahres 1970 und umfasste folgende Sogn:
- Hadbjerg Sogn (Landgemeinde Ødum-Hadberg)
- Ødum Sogn (Landgemeinde Ødum-Hadbjerg)
- Nørre Galten Sogn (Landgemeinde Nørre Galten-Vissing)
- Vissing Sogn (Landgemeinde Nørre Galten-Vissing)
- Hadsten Sogn  (Landgemeinde Vitten-Haldum-Hadsten)
- Lerbjerg Sogn (Landgemeinde Laurbjerg-Lerbjerg)
- Lyngå Sogn (Landgemeinde Lyngå)
- Voldum Sogn (Landgemeinde Voldum-Rud)
- Rud Sogn (Landgemeinde Voldum-Rud)
- Over og Neder Hadsten Sogn